# Acamptocladius submontanus
Acamptocladius submontanus är en tvåvingeart som först beskrevs av Edwards 1932.  Acamptocladius submontanus ingår i släktet Acamptocladius och familjen fjädermyggor. Arten är reproducerande i Sverige. Inga underarter finns listade i Catalogue of Life.